# Nachtdier

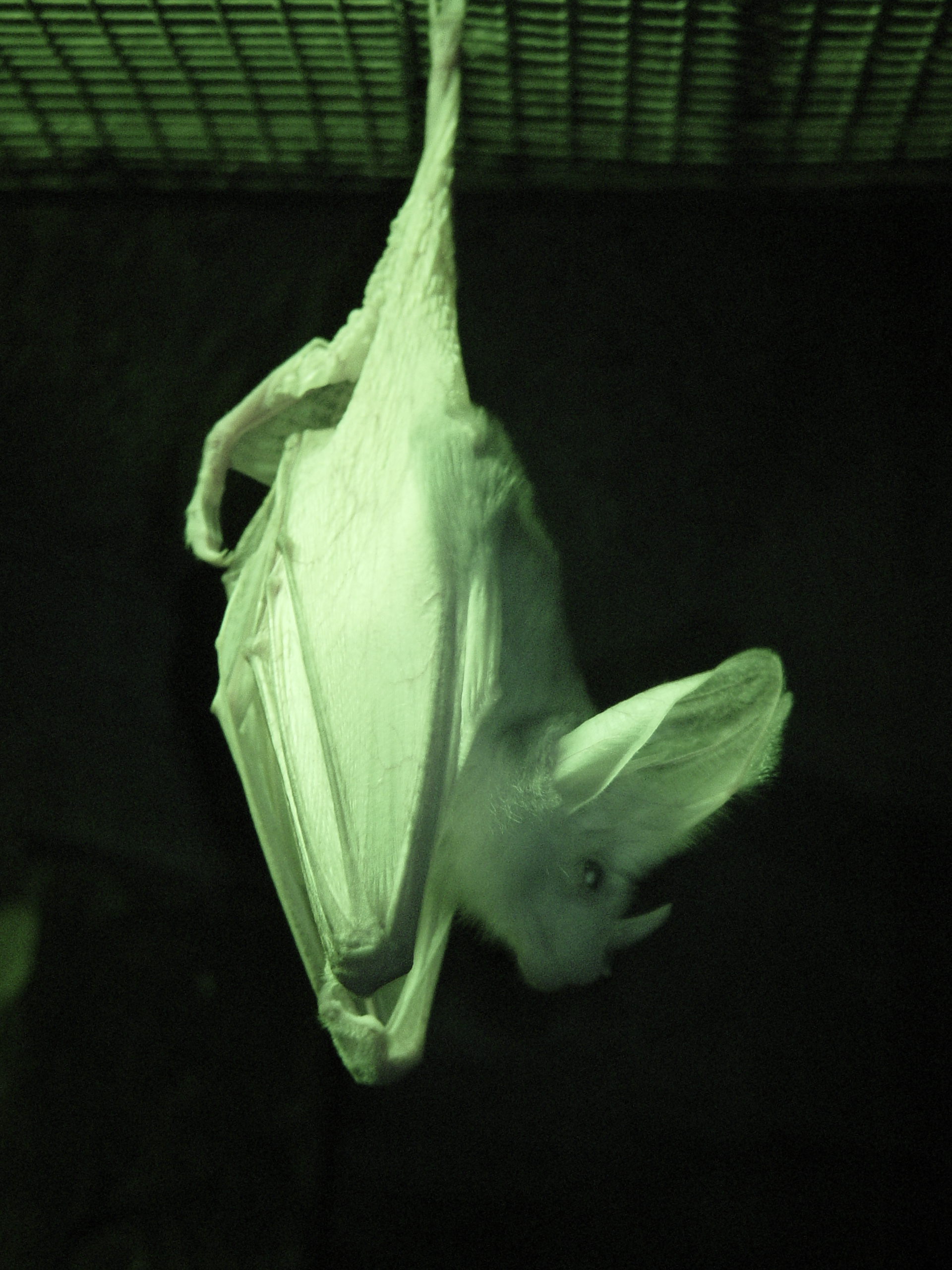
Australische spookvleermuis (Macroderma gigas)

Een nachtdier is een dier dat hoofdzakelijk 's nachts actief is (dit wordt als nachtactieve- of nocturnale levenswijze aangeduid). Nachtdieren zoeken hun voedsel als het donker is, omdat ze dan voor potentiële vijanden minder goed zichtbaar zijn, of juist omdat ze hun prooien ongemerkt willen verrassen. Vaak zijn de prooidieren ook alleen maar in de nacht actief. Ook kunnen er klimatologische oorzaken zijn, zoals grote hitte overdag.

## Evolutionaire aanpassingen
Veel nachtdieren zijn door selectiedruk aangepast aan het nachtelijke leven, onder meer door een goed ontwikkeld gehoor, tast- en/of reukvermogen. Sommige nachtdieren hebben ogen waarmee ze goed in het donker kunnen zien, terwijl andere juist een verminderd gezichtsvermogen hebben en vrijwel volledig afhankelijk zijn van hun overige zintuigen. Snorharen om de omgeving af te tasten komen voor bij veel zoogdieren en sommige vleermuizen gebruiken hun stem en gehoororganen als sonarsysteem. Herkauwers hebben hun spijsvertering zodanig aangepast, dat zij het overdag verzamelde (plantaardige) voedsel tijdens de nachturen op een veilige plaats verder kunnen verteren. Overdag slapen nachtdieren overwegend in donkere holen of andere schuilplaatsen.
Bij dieren die recent overgeschakeld zijn op een nachtactieve levenswijze, ontbreken dergelijke aanpassingen geheel of grotendeels. Zo zijn bepaalde groepen van de bosolifant in de twintigste eeuw 's nachts gaan foerageren, waarschijnlijk om de mens te ontlopen, maar dieren uit deze populaties zijn genetisch niet of nauwelijks te onderscheiden van soortgenoten. Het staat ook te bezien of deze gedragsaanpassing blijvend is.

## Ogen

### Nachtzicht
De bouw van de ogen hoeft bij gewervelde nachtdieren niet wezenlijk anders te zijn dan bij mensen. Voor een goed nachtzicht zijn de pupillen vaak groot, zodat er veel licht in kan vallen. De ogen zelf zijn ook vaak groot in verhouding tot de kop van het dier, zodat er veel staafjes in passen waardoor ze goed in het donker kunnen zien. Doordat er in het netvlies veel staafjes zitten, passen er wel minder kegeltjes in, zodat kleuren minder kunnen worden waargenomen. Het belangrijkste verschil is, dat er bij veel nachtdieren tapetum achter het netvlies zit, een reflecterende laag die het licht nog een keer op de staafjes werpt. Dat zorgt ervoor dat veel lichtstralen twee keer waargenomen  worden, zodat er veel minder licht nodig is om het object te kunnen onderscheiden. Door de reflecterende laag  heeft zo'n oog een gekleurde weerschijn, wat onder andere goed te zien is bij runderen, honden, katachtigen, sommige vleermuizen en alle krokodilachtigen. Dergelijke aanpassingen hebben ook nadelen. Zo moeten echte nachtdieren fel daglicht vermijden, omdat hun ogen anders schade kunnen oplopen door te veel licht, maar uit de voorbeelden blijkt al dat aanpassingen voor lichtwaarneming ook voorkomen bij dieren die niet strikt nachtactief zijn. Een bijzonder nadeel openbaart zich bij uilen: zij hebben grote ogen, maar hun kop kan niet te groot zijn omdat dan de vliegeigenschappen lijden. Daardoor is er geen ruimte voor oogspieren, maar ter compensatie van hun starre blik kunnen ze hun kop erg ver draaien, bij sommige soorten helemaal achterstevoren.

### Verminderd zicht
Tegenover dieren die het uiterste uit het aanwezige licht proberen te halen staan de dieren die weinig of geen gebruik maken van het zicht. Veel van hun morfologische aanpassingen lijken op die van dieren die altijd of meestal in het donker leven, zoals de mollen en troglobiete dieren zoals grottenolmen. Nachtdieren houden zich wel aan een dag-nachtritme en hebben een huid die hun lichaamsweefsels beschermt tegen lichtstraling, wat niet altijd nodig is voor soorten die nauwelijks kans lopen om aan fel licht blootgesteld te worden. Gemeenschappelijk is wel dat de ogen vaak slecht of afwijkend ontwikkeld zijn. Ze kunnen ook rudimentair zijn of geheel ontbreken. Bekend zijn veel soorten van de al genoemde vleermuizen, maar vergeleken met de mens hebben veel diersoorten een slecht zicht, ook bij de dagdieren trouwens. Zo zien de meeste rupsen en veel webspinnen slecht, ongeacht of ze overdag of  's nachts actief zijn. Bekende nachtdieren met slechte ogen zijn veel nachtvlinders, maar ook de egel en het everzwijn, dat zeker in de ochtendschemering ook actief is.

## Zeeleven
Peracaride kreeftachtigen zoals vele aasgarnalen, vlokreeftjes en zeekomma's bezitten een uitgesproken nocturnale cyclus. Ze vertonen een duidelijke nachtelijke activiteit, waarbij de dieren zich van de zeebodem naar boven verplaatsen. Anders gezegd: overdag zitten de diertjes in het zand ingegraven en 's nachts zwermen ze naar het zeeoppervlak toe.
Zoöplankton en veel vissen die in de pelagische zone van de zee leven vertonen vaak een gelijkaardig nocturnaal patroon. Ook bij sommige schijfkwallen en bij giftige kubuskwallen, bekend als irukandji, is een duidelijk dag-nachtritme te zien, maar het is bij sommige soorten niet duidelijk of ze 's nachts inactief zijn. Het kan ook zijn dat ze zich overdag op andere plaatsen ophouden of een ander activiteitenpatroon hebben.